# 大巨嘴鳥喙

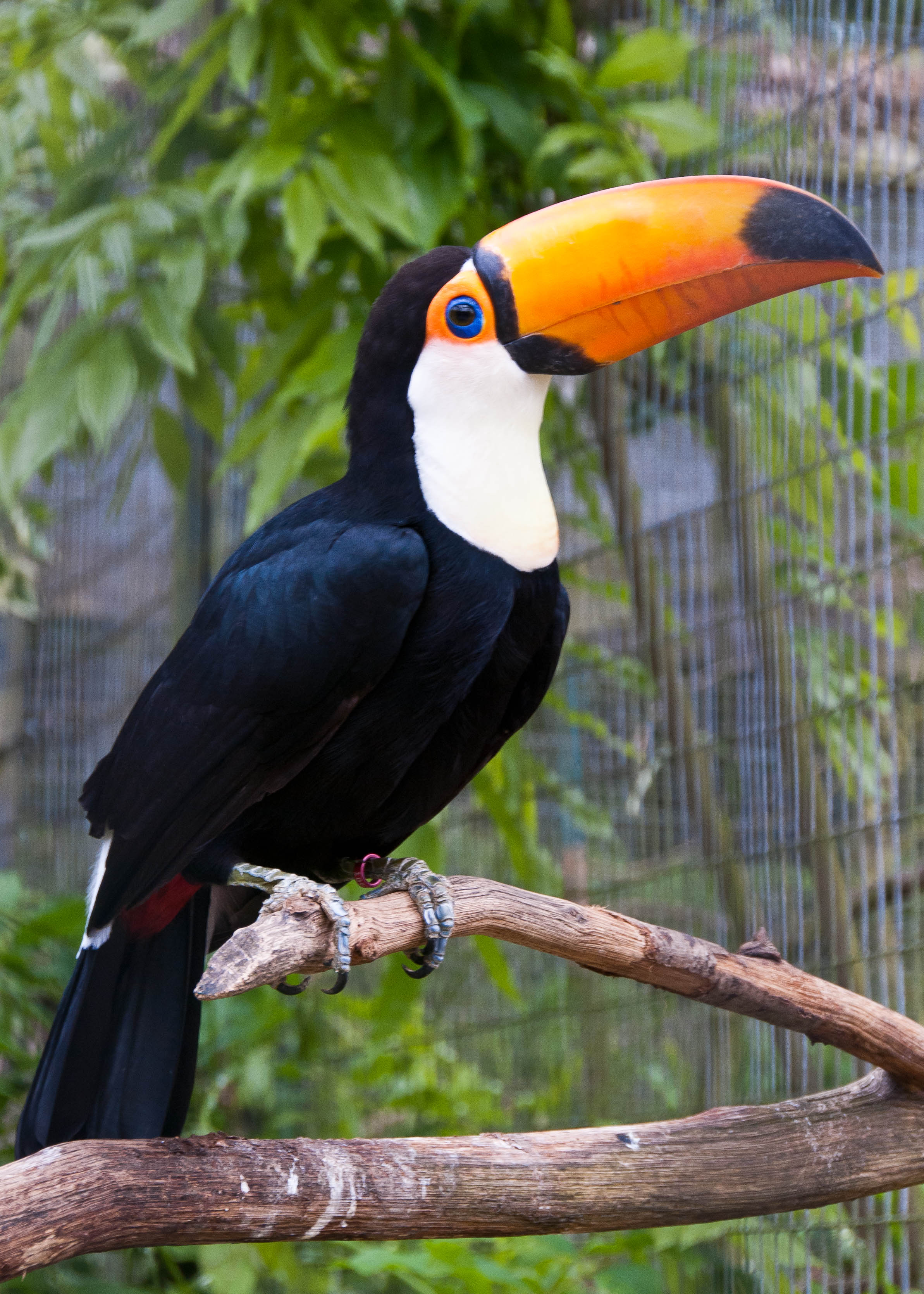
大巨嘴鳥是所有巨嘴鳥中體型最大的，其喙佔身體長度的三分之一。

的鳥喙在社交、覓食、採集食物和築巢等行為中起著關鍵作用。由於巨嘴鸟的喙不能完全再生，演化使其發展出既堅韌又輕巧的機械性能，以便於飛行。儘管喙長約占全身長度的三分之一，但重量卻不到總體重的3%。喙的結構不僅影響其力學特性，也決定了生活方式。隨著仿生學的興起，這種結構特點也被應用到建築、運輸和防護裝備等多個領域。

## 結構

### 外部喙
巨嘴鸟喙採用多層結構設計：薄而堅硬的外殼覆蓋著主要呈蜂窩狀的內部結構。外層由稱為角蛋白鞘（的組織構成，由多層β角蛋白薄片構成。每層厚度約2至10微米，整體堆疊約0.5至0.75毫米，且隨喙長位置略有變化。這層由直徑約50微米的六角形角蛋白細胞構成的層壓結構，內部交織著隨機取向的纖維網，賦予其各向同性的力學特性。此結構作為黏彈性介質，可以在強力撞擊時分散能量，降低局部損傷，防止喙體開裂。

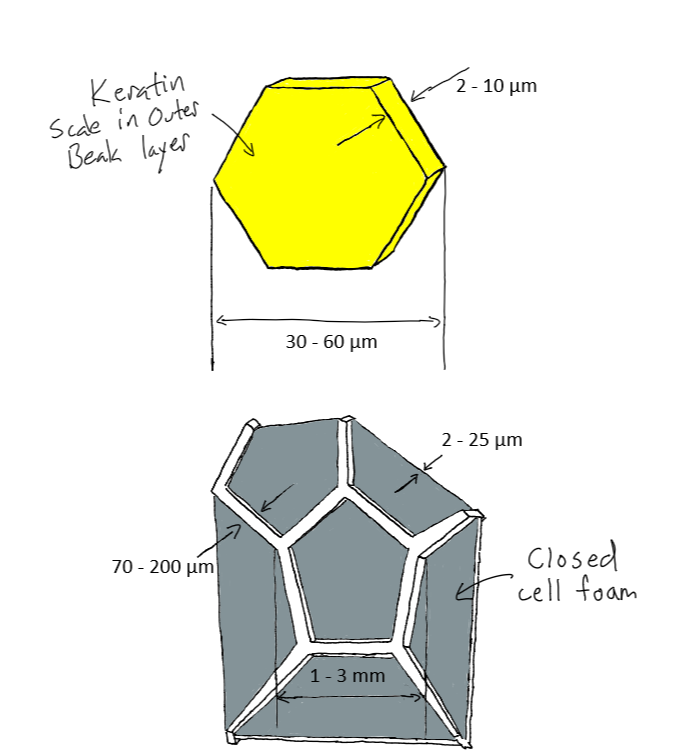
巨嘴鸟的喙由外層六角形角蛋白單元和內部閉孔泡沫組成。

巨嘴鸟的喙外層由六角形角蛋白單元構成的鞘以及內部封閉蜂窩狀的泡沫結構組成。羥磷灰石現象存在，但程度低於內部泡沫層。巨嘴鸟喙鞘中角蛋白的硫硫含量遠低於其他角蛋白結構（如毛髮），因此胱氨酸含量也較低，顯示二硫鍵交聯程度較低。
這種結構類似三明治層疊設計，具有協同作用，薄而堅固的外殼層包覆著泡沫狀的內部。上、下喙部的橫切面顯示了此結構特性。

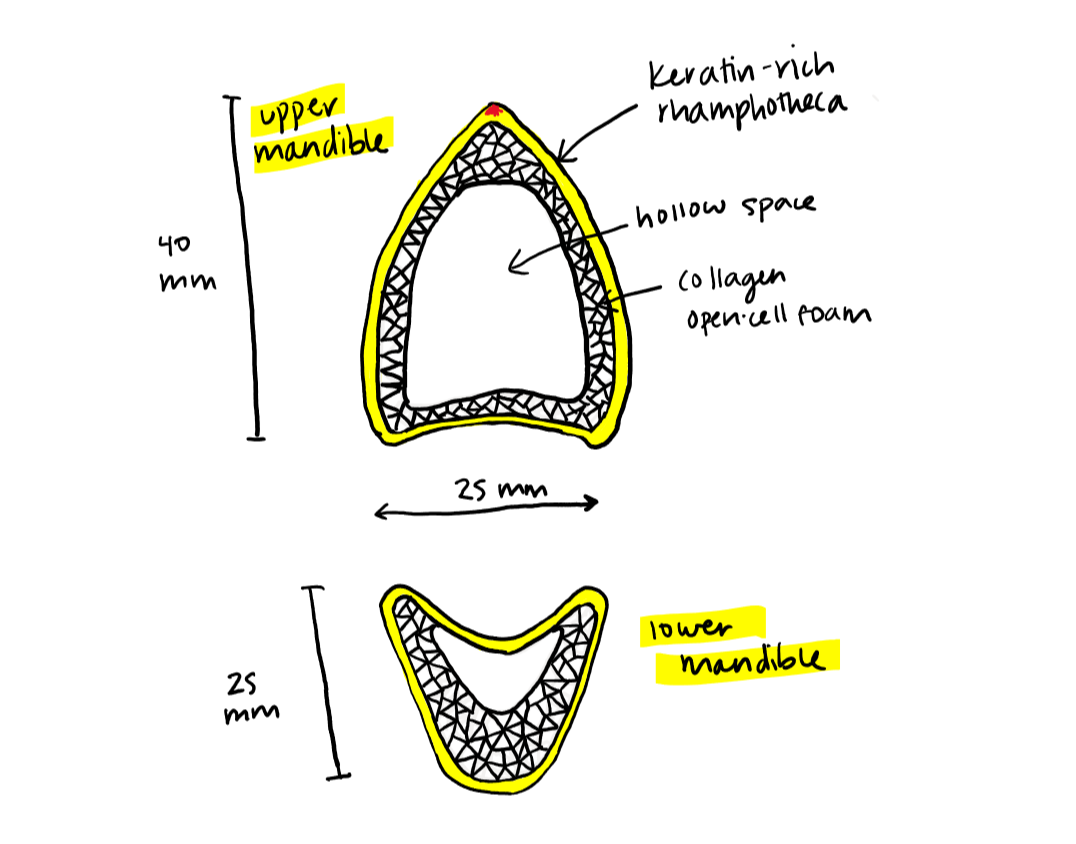
巨嘴鸟的喙具有夾層結構，外部堅硬薄殼包覆泡沫內部。本圖顯示巨嘴鸟喙的剖面圖。

### 內部喙
內部喙主要由膠原蛋白組成，富含甘氨酸，硬度與骨骼相似。其膠原蛋白小樑的厚度在70至200微米之間，多呈中空結構，其邊緣連通度較高，並由一層更薄的膜（2至25微米）形成閉孔泡沫網絡，即便密度較低也能保持優良的強度，這對飛行十分重要。此外，泡沫和小樑的鈣礦化程度高於外部結構，其微硬度與奈米硬度測試均顯示內部結構比外層更為堅固。

## 機械與材料性能
已有研究對巨嘴鳥喙的機械性能進行了測試。整體喙的表觀密度約為每立方公分0.1至0.25克。

### 外層性能
喙的外殼，也就是角質鞘（英語：rhamphotheca），抗拉強度約為50 MPa，楊氏模量為6.7 GPa。並且角蛋白層的降伏強度平均值約為30 MPa。此外，喙的降伏強度對應變速率十分敏感，並與角蛋白鱗片間膠粘劑的黏彈性有關。當喙的降伏應力接近或超過極限抗拉強度時，喙的角蛋白鱗片會優先破裂，而非鱗片間黏彈性膠層的變形。就喙內角蛋白的楊氏模量與降伏強度而言，這些數值在縱向與橫向方向上均未發生變化。因此，角蛋白殼可視為橫觀各向同性材料。角蛋白鱗殼的斷裂力學模式顯示出對斷裂發生時的應變速率有依賴性。在較低應變速率下進行測試時，發現鱗片會因有機膠粘劑脫落而滑動；而在較高應變速率下，角蛋白鱗片則會直接斷裂。透過進一步的硬度測試，確定了角蛋白鱗殼的微硬度和納米硬度分別為 0.22 ± 0.01 GPa 與 0.48 ± 0.06 GPa。

### 內部性能
巨嘴鸟喙內部由小梁（英語：trabeculae）組成的泡沫部分，其楊氏模量約為 12.7 GPa，高於外層，這主要與較高的鈣含量有關。泡沫的相對密度被測定為 0.09。小樑的顯微硬度和奈米硬度分別為0.28±0.03 GPa和0.55±0.12 GPa，此外，喙內泡沫的壓應力會隨著密度增加而上升，平均壓應力值為 0.17 MPa。

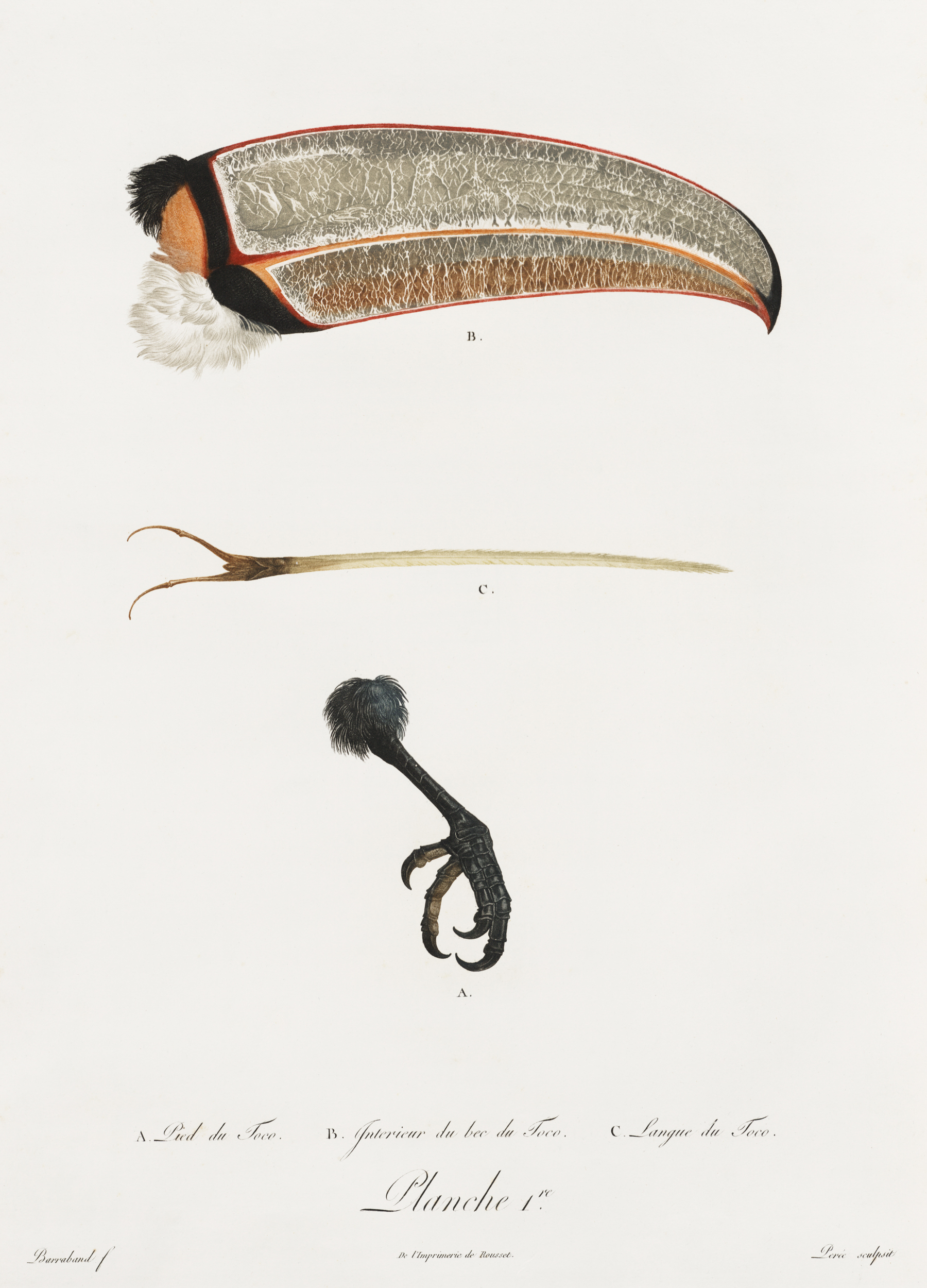
巨嘴鸟喙內部泡沫含有血管，有助於調節體溫。

## 功能
巨嘴鸟的喙具有多種功能，包括作為體溫調節器官，用於熱交換，並在防禦中發揮作用。巨嘴鸟擁有極大的喙，其面積約占鳥體總表面積的40％。與其他鳥類相比，巨嘴鸟常處於月平均溫度較高的環境，且喙的長度最長。喙的尺寸隨地理及溫度變化而有所不同，可能與資源利用和繁殖有關；早期研究將其與性狀（如擇偶或鳴叫）聯繫起來。然而，近期的研究則認為，喙主要參與體內恆定。

### 溫度調節
作為內溫動物，巨嘴鸟透過新陳代謝產生體熱，並藉由與環境進行熱交換來調節體溫。這種熱交換通常發生在擴大的、無保溫層且具有良好血管新生的附肢中，藉由血液流動達到高效熱交換。巨嘴鸟的喙鞘下具有淺表血管網絡，支撐著喙的角蛋白鞘（英語：rhamphotheca）。當氣溫高於熱中性區時，巨嘴鸟會擴張喙部血管，使血液大量流向喙部，促進熱交換和散熱。而當氣溫低於熱中性區時，血管則會收縮，以保存代謝的熱能。 研究顯示，在較高溫的環境中，無論是成年巨嘴鸟或幼鳥，其喙部皆可見熱量分佈，顯示喙主要用於釋放熱以達到降溫效果；在較低溫環境下，喙的溫度大致與環境相當，僅有喙的近端呈現較高溫度，顯示血液可能從喙部導回至體內以維持體溫。另有研究指出，巨嘴鸟的喙內部泡沫結構及快速導熱的特性，使其在寒冷氣候下成為熱量流失的來源，因此巨嘴鸟通常在睡眠時將喙收於翼下，以協助保留保溫。

### 進食

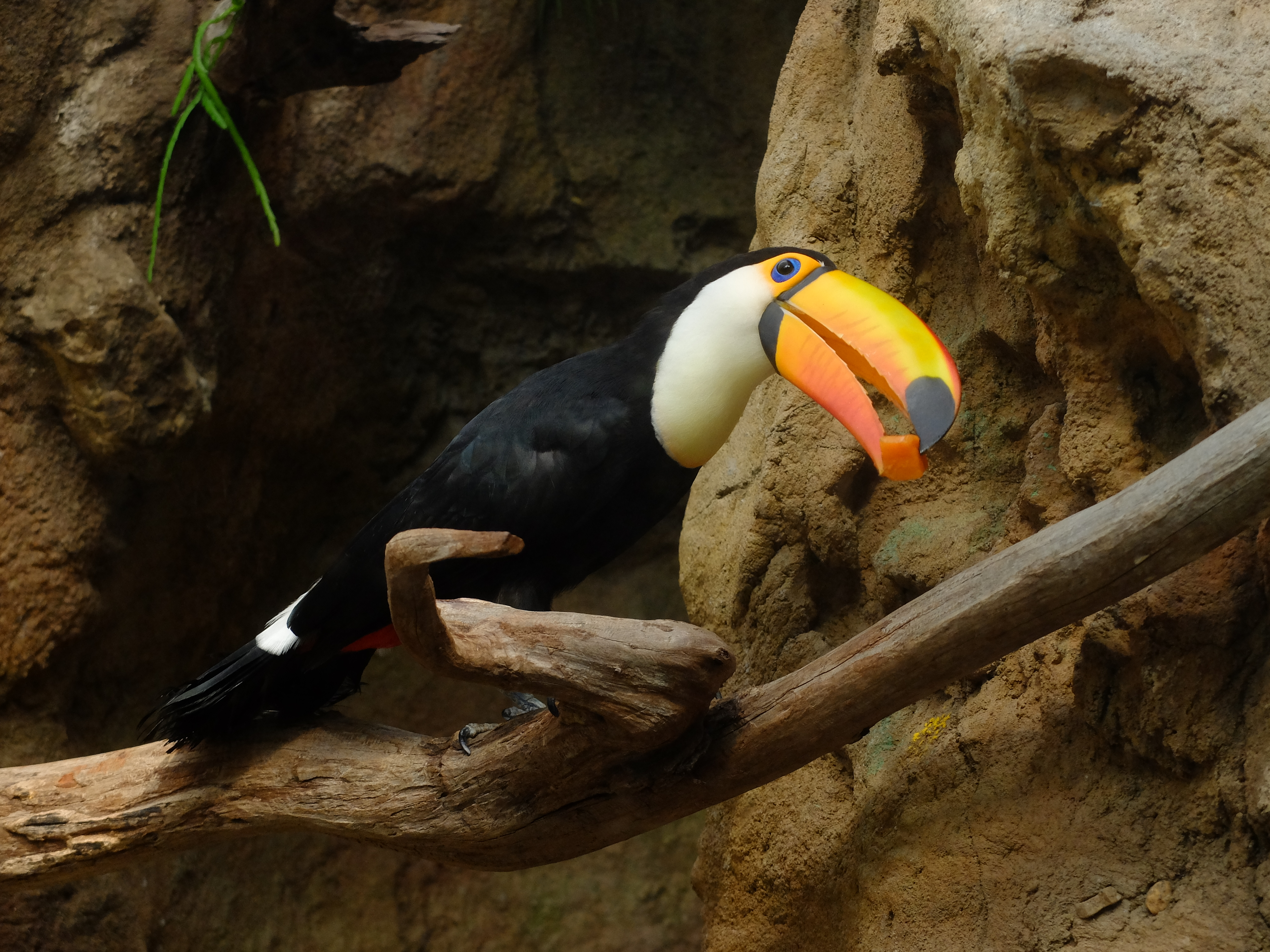
荷蘭阿菲福納禽類公園鳥園內的巨嘴鸟

巨嘴鸟屬於雜食性動物，能利用強大的喙破碎大種子，輕鬆採集水果、蔬菜、昆蟲、蛋類甚至小型鳥類，以滿足能量需求。

### 防禦
巨嘴鸟的天敵包括森林中的鵰、鷹及貓頭鷹，而巢穴有時會遭受蚺、美洲虎及長尾虎貓的侵擾。為了自保，巨嘴鸟會以啄擊和大聲叫喊來嚇阻敵人，同時警告同伴。

## 仿生應用
由於巨嘴鳥喙結構輕巧卻又堅固，能有效吸收撞擊能量，成為仿生設計的熱門對象。儘管其喙僅占全身質量的二十分之一，卻不影響飛行性能。如其角質層與封閉泡沫結構在能量吸收、抗壓性及隔熱方面均表現出色，這使得巨嘴鳥喙成為設計新型材料和產品的重要參考模型。然而，目前在生物模擬模型中，對巨嘴鸟及其喙的應用仍然有限。

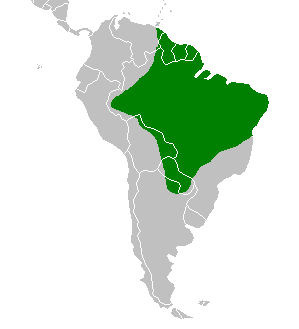
巨嘴鸟主要分布於南美洲的東北部，特別是巴西。在這裡，有許多設計和建築受到了巨嘴鸟喙特性的啟發。

### 建築
例如，巴西生物學家兼建築師阿萊桑德拉·阿勞霍（英語：Alessandra Araujo）參與設計了位於巴西巴伊亞州的沃圖酒店（英語：Votu）。這家酒店旨在保護並支持當地的原生物種。 阿勞霍運用了多項仿生設計理念，例如：草原犬鼠利用洞穴來避高溫，巨人柱仙人掌的自我遮蔽效果，以及巨嘴鳥喙在調控溫度上的高效表現。
在沃圖酒店的整體佈局中，客房和廚房的設計參考了巨嘴鸟喙的結構。由於酒店致力於降低空調和電力的消耗，廚房的設計靈感來自於巨嘴鸟在炎熱白天與涼爽夜晚極端溫差下的生存策略。具體來說，當廚房產生的熱氣上升到天花板時，這些熱氣會透過銅管引導至穿過屋頂土壤的路徑，在屋頂花園陰影中降溫後再回流至廚房，從而形成一個天然空調系統，無需額外能源投入。

### 防護裝備
目前，基於巨嘴鸟喙特性的仿生應用多數仍處於概念階段。其中較受關注的一項是利用其設計原理來改良個人防護裝備，比如頭盔（安全帽）。
頭盔對於騎自行車、摩托車、攀岩者、運動員等個體的安全至關重要。然而，傳統頭盔常因沉重、笨重及佩戴不適而使使用者不願長時間佩戴，從而提高了頭部受傷的風險。透過將巨嘴鸟喙的特徵融入新的頭盔設計中，頭部受傷的風險可能會降低，因為新的設計可能會提供更舒適、更輕巧、更薄但更強的防護裝備。這些新的頭盔或防護裝備以巨嘴鸟喙為靈感，擁有輕質但強大的特性。此外，這些新頭盔的外觀設計可以更加纖薄、較少笨重，並且可能消除因其不討喜的外觀而對佩戴頭盔的猶豫。同樣，巨嘴鸟喙的設計理念也能應用於橄欖球護具及其他防護裝備上，既減輕重量，也避免對運動表現產生負面影響。一些當前的防護裝備會限制運動能力，例如，過於笨重的膝墊會妨礙滑冰者的速度。

### 其他
基於巨嘴鸟喙部能量吸收特性設計的應用，亦包括發展不影響燃油經濟性的抗撞擊車輛。這些可能性可以利用巨嘴鸟喙結構特性所產生的能量吸收能力。著名的材料研究者梅耶斯（英語：Marc A. Meyers）對巨嘴鸟喙進行了深入研究，並提出了另一個應用於汽車的建議；創建比當前車輛面板更輕、更強、更安全的車輛面板。梅耶斯還指出，巨嘴鸟喙設計，特別是超輕量的特性，可以應用於飛機或其他車輛部件。
另一個應用巨嘴鸟特性（雖然並非特指喙特徵）的例子是「喙雷射投影儀」項目。這個投影儀是一款便攜式投影儀，其設計靈感來自巨嘴鸟將長喙收於脖部並藏於翅膀下的能力。這一設計使得投影儀達成了「頭部旋轉」的目標，同時提供了更好的可用性、便利性，並且達到了最緊湊的形態。